# Pseudoporrhomma
Pseudoporrhomma Eskov, 1993 è un genere di ragni appartenente alla famiglia Linyphiidae.

## Distribuzione
L'unica specie oggi nota di questo genere è stata reperita in Russia.

## Tassonomia
A giugno 2012, si compone di una specie:
- Pseudoporrhomma maritimum Eskov, 1993[3] — Russia